# Jorre Verstraeten
Jorre Verstraeten (Lovaina, 4 de diciembre de 1997) es un deportista belga que compite en judo.
En los Juegos Europeos de Minsk 2019 obtuvo una medalla de bronce en la categoría de –60 kg. Ganó tres medallas de bronce en el Campeonato Europeo de Judo entre los años 2019 y 2022.

## Palmarés internacional
| Juegos Europeos    | Juegos Europeos         | Juegos Europeos   | Juegos Europeos |
| Año                | Lugar                   | Medalla           | Categoría       |
| ------------------ | ----------------------- | ----------------- | --------------- |
| 2019               | Minsk (Bielorrusia)     | Medalla de bronce | –60 kg          |
| Campeonato Europeo |                         |                   |                 |
| Año                | Lugar                   | Medalla           | Categoría       |
| 2019               | Minsk (Bielorrusia)     | Medalla de bronce | –60 kg          |
| 2020               | Praga (República Checa) | Medalla de bronce | –60 kg          |
| 2022               | Sofía (Bulgaria)        | Medalla de bronce | –60 kg          |